# Сонячне затемнення 14 жовтня 2023 року
Сонячне затемнення 14 жовтня 2023 року — кільцеподібне сонячне затемнення 134 сароса, максимальну фазу якого можна буде спостерігати на території США, Центральної Америки, Колумбії та Бразилії.
Смуга кільцеподібної фази почнеться в акваторії Тихого океану в точці з координатами приблизно 49,6 п. ш. та 150° з. д. (на захід від узбережжя Північної Америки, майже точно навпроти початку кордону Канади та США). Звідти смуга кільцеподібної фази піде в південно-східному напрямку і вступить на територію Сполучених Штатів Америки, де пройде через штати Орегон, Каліфорнія (північний схід), Невада, Юта, Колорадо (південно-західний край), Аризона (північ), Нью-Мексико та Техас. Потім смуга кільцеподібного затемнення пройде через Мексиканську затоку, далі через півострів Юкатан, де пройде територією Мексики та Беліза, трохи торкнувшись також Гватемали. Після цього смуга кільцеподібної фази перетне Гондураську затоку, а потім піде Центральною Америкою через території Гондурасу і Нікарагуа і вийде в акваторію Карибського моря. Саме там, у точці з координатами 11,4 ° п. ш. та 83,1° з. д. (неподалік початку кордону Гондурасу і Коста-Рики) о 18 год. 00 хв. 41 сек. за Всесвітнім часом настане найбільша фаза затемнення. Після цього смуга центральної фази перетне Панаму і вступить на територію Південної Америки, де пройде через Колумбію. Пройшовши точку перетину кордону Колумбії та Бразилії з екватором, смуга змінить свій напрямок на східний, пройде північними районами Бразилії і вийде в акваторію Атлантичного океану, де й закінчиться в точці з координатами приблизно 5,6° пд. ш. та 30° з. д.
Часткові фази затемнення буде видно майже у всій Америці (крім західного узбережжя Аляски та південної частини Чилі та Аргентини), на крайньому заході Африки, у північно-східній половині акваторії Тихого океану, у західній та центральній зонах акваторії Атлантичного океану.
Це сонячне затемнення є повторенням через сарос кільцеподібного сонячного затемнення 3 жовтня 2005 року. Наступне затемнення цього сароса відбудеться 25 жовтня 2041 року.
1. 1 2 3  https://eclipse.gsfc.nasa.gov/5MCSE/5MCSEcatalog.txt